# Medalha Militar (Reino Unido)
A Medalha Militar (em inglês:  Military Medal, MM) era uma condecoração militar concedida a militares das Forças Armadas do Reino Unido, e a militares de outros países da Comunidade Britânica, abaixo da patente de oficial, por bravura em batalha em terra. A condecoração foi criada em 1916, com aplicação retroativa a 1914, e era concedida a graduados por "atos de bravura e devoção ao dever sob fogo". A condecoração foi descontinuada em 1993, quando foi substituída pela Cruz Militar, que foi estendida a todas as patentes, enquanto outras nações da Comunidade Britânica instituíram seus próprios sistemas de condecorações no período pós-guerra.

## História
A Medalha Militar foi criada em 25 de março de 1916. Foi concedida aos praças, incluindo suboficiais e altos suboficiais (em inglês:  Warrant officers), e classificada abaixo da Medalha de Conduta Distinta (DCM). Prêmios para as forças britânicas e da Commonwealth foram anunciados no London Gazette, mas não prêmios honorários para as forças aliadas. As listas de prêmios para as forças aliadas foram publicadas pelo Arquivo Nacional em 2018 e são mantidas em arquivos específicos de cada país dentro do WO 388/6.
Quando a medalha foi introduzida pela primeira vez, era impopular entre os soldados regulares. O destinatário da MM e da DCM, Frank Richards, escreveu que "a Medalha Militar, sem sombra de dúvida, foi introduzida para evitar a concessão de muitas DCM. Os antigos soldados regulares tinham muito pouca estima pela nova condecoração". Tanto a DCM quanto a MM atraíam uma gratificação e o subsídio de condecoração de seis pence extras por dia para veteranos com pensão por invalidez. No entanto, o subsídio era concedido apenas uma vez, mesmo que o destinatário recebesse mais de uma condecoração por bravura. A proporção na Primeira Guerra Mundial era de aproximadamente cinco MM concedidas para cada DCM. Incluindo barras, foram 25.101 prêmiações da DCM e 121.566 da MM.
A partir de setembro de 1916, os membros da Divisão Naval Real, servindo na Frente Ocidental ao lado do Exército, tornaram-se elegíveis para condecorações militares, incluindo a Medalha Militar, durante toda a duração da guerra. Também poderia ser concedida a membros da Força Aérea Real por serviço galante em terra.
A elegibilidade para a MM foi estendida, por um Mandado Real datado de 21 de junho de 1916, para mulheres, fossem súditas britânicas ou estrangeiras, com os primeiros prêmios publicados em 1º de setembro de 1916. Embora enfermeiras do Serviço Imperial de Enfermagem Militar da Rainha Alexandra (QAIMNS) e do Serviço de Enfermagem da Força Territorial (TFNS) e outras mulheres servindo no Exército Britânico frequentemente tivessem o status social de oficiais, elas não possuíam uma comissão de oficial e, portanto, eram inelegíveis para a Cruz Militar, mas podiam ser e foram premiadas com a Medalha Militar. Louisa Nolan, uma civil durante a Revolta da Páscoa em Dublin, foi premiada com a Medalha Militar por sua coragem sob fogo ao fornecer ajuda humanitária aos feridos.
Desde 1918, os agraciados com a Medalha Militar têm direito às letras pós-nominais "MM". A elegibilidade foi estendida aos soldados do Exército Indiano em 1944.
A Medalha Militar foi descontinuada em 1993, como parte da revisão do sistema de honrarias britânico, que recomendou a remoção de distinções de patente em relação a prêmios por bravura. Desde então, a Cruz Militar, anteriormente aberta apenas a oficiais e altos suboficiais, foi concedida a todas as patentes. A MM também foi concedida por países da Commonwealth, mas na década de 1990, a maioria, incluindo Canadá, Austrália e Nova Zelândia, estava estabelecendo seus próprios sistemas de honrarias e não recomendava mais as honrarias britânicas.

## Características
A medalha e a fita tinham as seguintes características:
Uma medalha circular de prata de 36mm de diâmetro. O anverso traz a efígie do monarca reinante e uma inscrição apropriada. O reverso tem a inscrição "por bravura em campo" em quatro linhas, cercada por uma coroa de louros, encimada pela Cifra Real e pela Coroa Imperial. O suspensório é do tipo pergaminho ornamentado. A fita é azul escura, com 32mm de largura e cinco listras centrais iguais de branco, vermelho, branco, vermelho e branco, cada uma com 3mm de largura.
O nome e os detalhes do serviço do agraciado eram impressos na borda da medalha, embora prêmios honorários para destinatários estrangeiros tenham sido emitidos sem nome.
Barras de prata laureadas foram autorizadas para prêmios subsequentes, com uma roseta de prata usada na barra de fita para indicar a premiação de cada barra.

## Variações do anverso
A medalha foi concedida com um dos seis desenhos de anverso:

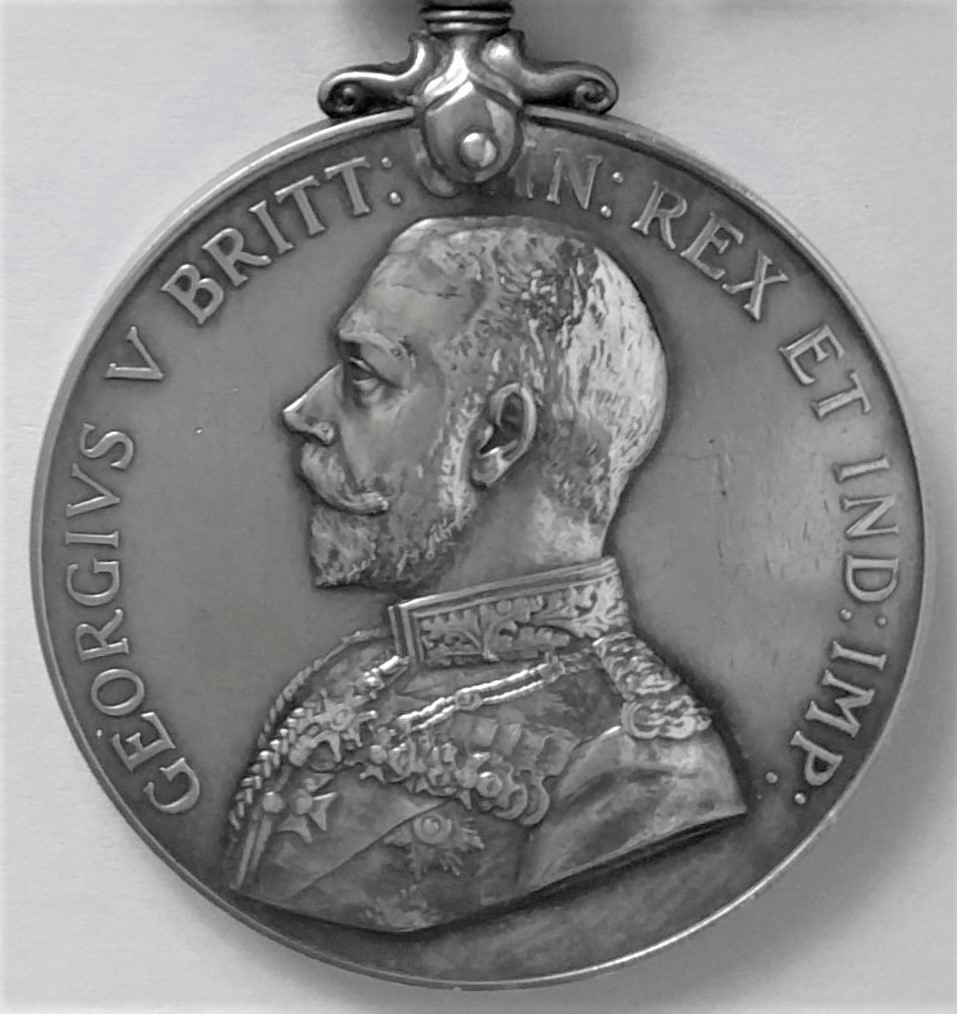
George V (1º tipo) em uniforme de marechal de campo (1916–1930)
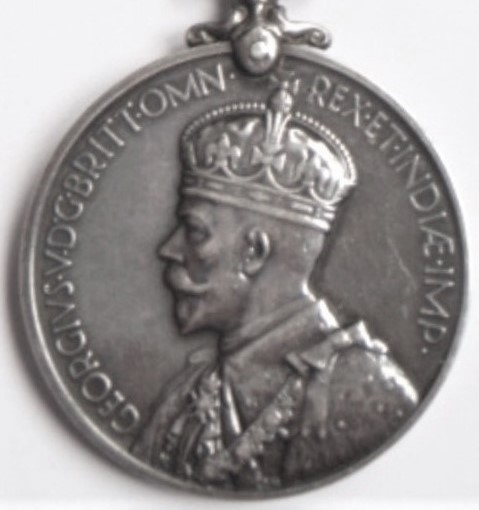
Jorge V (2º tipo) com coroa e vestes (1930–1937)
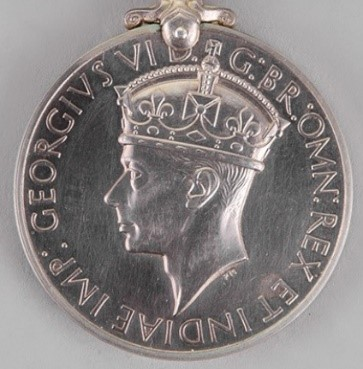
Jorge VI (1º tipo); inscrito Indiae Imp        (1938–1948)
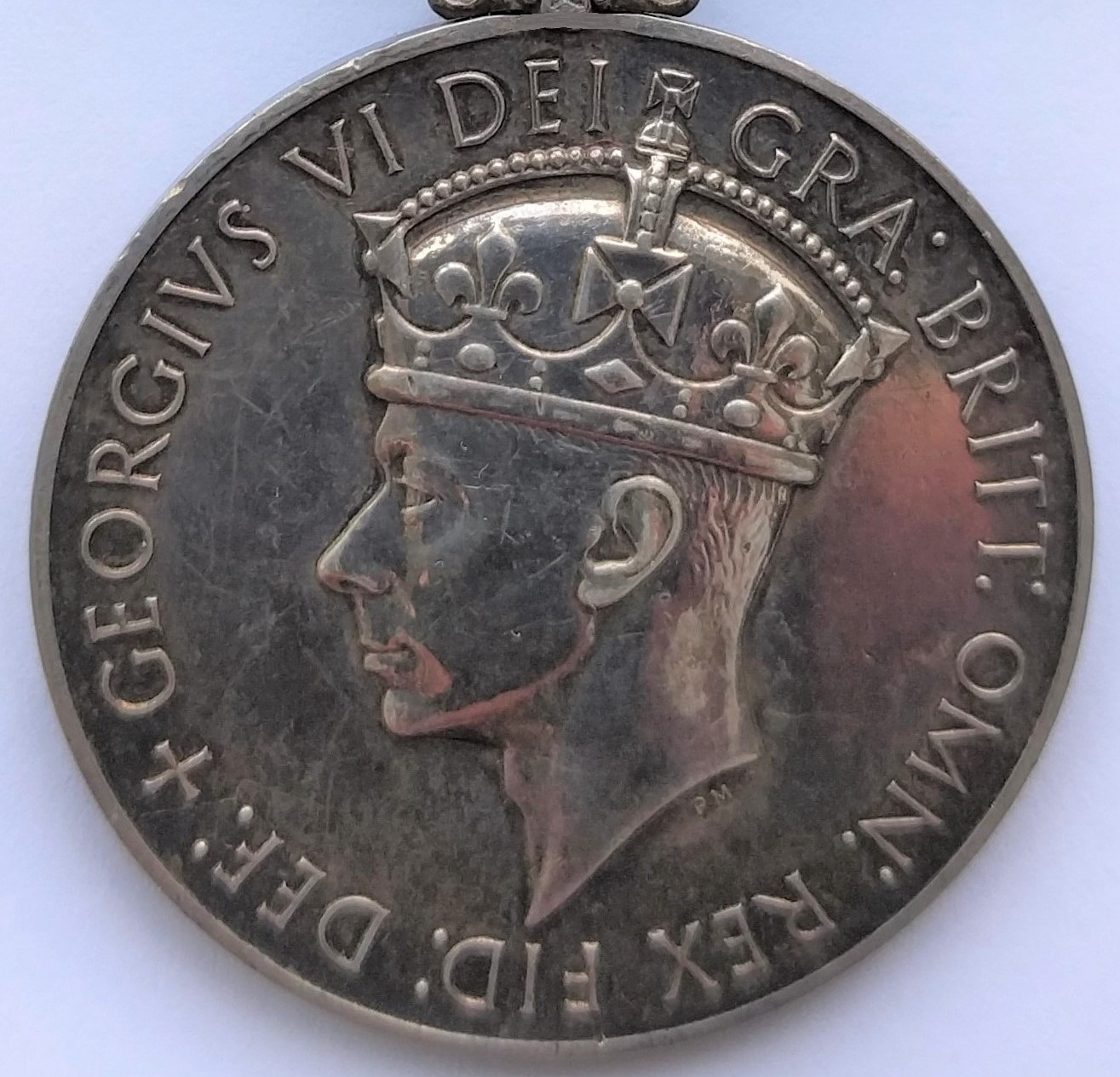
Jorge VI (2º tipo); omite Indiae Imp (1949–1952)
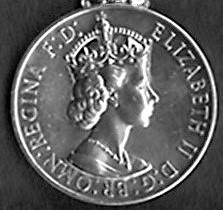
Elizabeth II (1º tipo); a inscrição tem Br omn (latim para 'de todos os britânicos') (1952–1958)
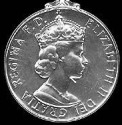
Elizabeth II (2º tipo); a inscrição tem Dei gratia (latim para 'pela graça de Deus') (1958–1993)

## Números de prêmios

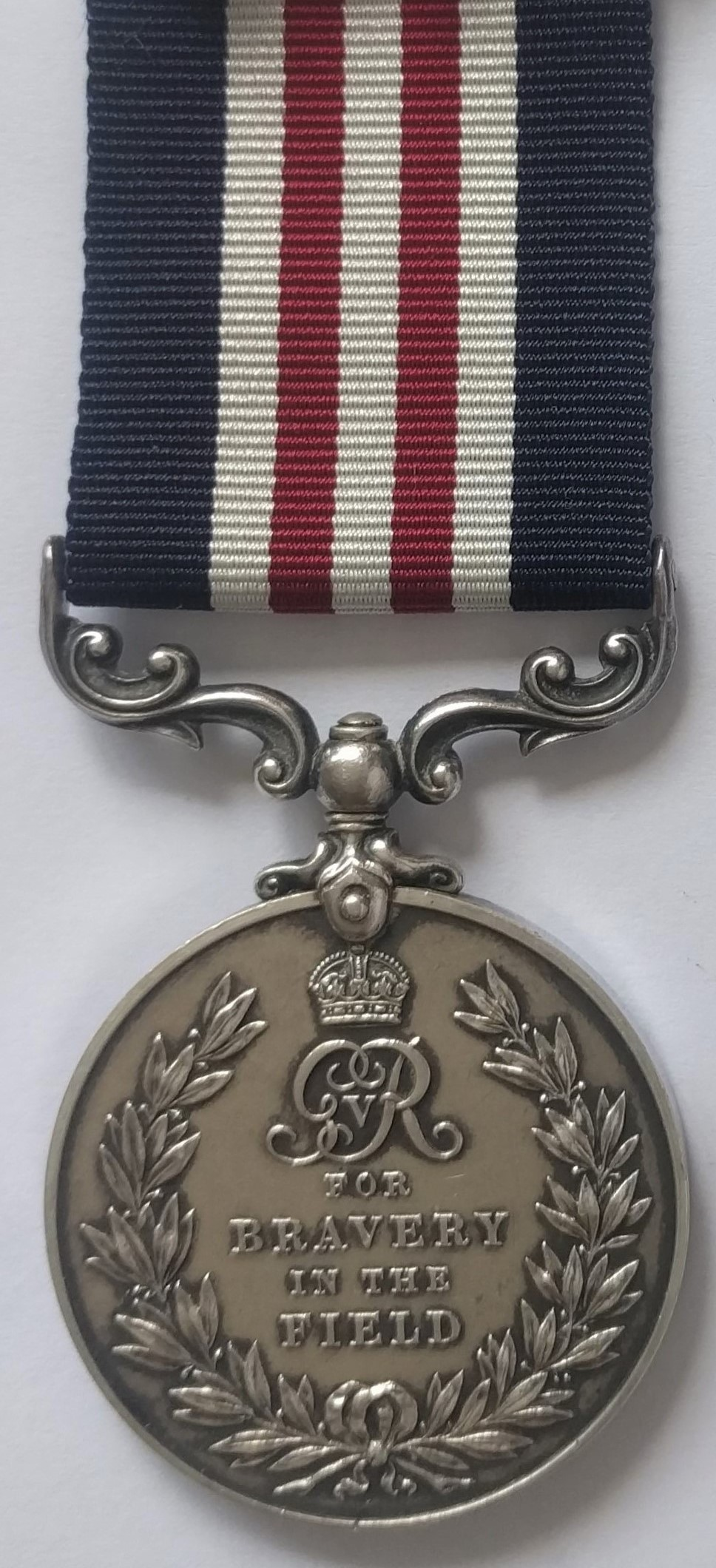
Reverso.

Entre 1916 e 1993, foram concedidas aproximadamente 138.517 medalhas e 6.167 barras. As datas abaixo refletem as entradas relevantes da Gazeta de Londres:
| Guerra                  | Período   | Medalhas | 1ª barra | 2ª barra | 3ª barra | Prêmios honorários |
| ----------------------- | --------- | -------- | -------- | -------- | -------- | ------------------ |
| Primeira Guerra Mundial | 1916–20   | 115.589  | 5.796    | 180      | 1        | 7.930              |
| Entre-guerras           | 1920–39   | 311      | 4        | –        | –        | –                  |
| Segunda Guerra Mundial  | 1939–46   | 15.225   | 177      | 1        | –        | 660                |
| Pós-guerra              | 1947–93   | 1.044    | 8        | –        | –        | –                  |
| Total                   | 1916–1993 | 132.169  | 5.985    | 181      | 1        | 8.590              |

Os números acima incluem prêmios aos Domínios:
No total, 13.654 medalhas militares foram concedidas aos que serviram nas forças canadenses, incluindo 848 primeiras barras e 38 segundas barras. Os militares do Exército australiano receberam 11.038 e 14 foram condecorados a militares da Força Aérea; 478 primeiras barras foram concedidas, 15 segundas barras e uma terceira barra. Mais de 2.500 foram concedidos aos neozelandeses, a última concessão pela Guerra do Vietnã. Os prêmios honorários MM foram concedidos a militares de onze países aliados na Primeira Guerra Mundial e nove na Segunda Guerra Mundial.
Durante a Primeira Guerra Mundial, 127 medalhas militares foram concedidas a mulheres, além de cerca de uma dúzia de prêmios honorários a mulheres estrangeiras. Houve um caso de concessão de uma terceira barra, ao soldado Ernest Albert Corey, que serviu na Frente Ocidental como maqueiro no 55º Batalhão de Infantaria Australiano. O único destinatário a receber duas barras durante a Segunda Guerra Mundial foi o sargento Fred Kite, do Regimento Real de Tanques.

## Agraciados selecionados da Medalha Militar

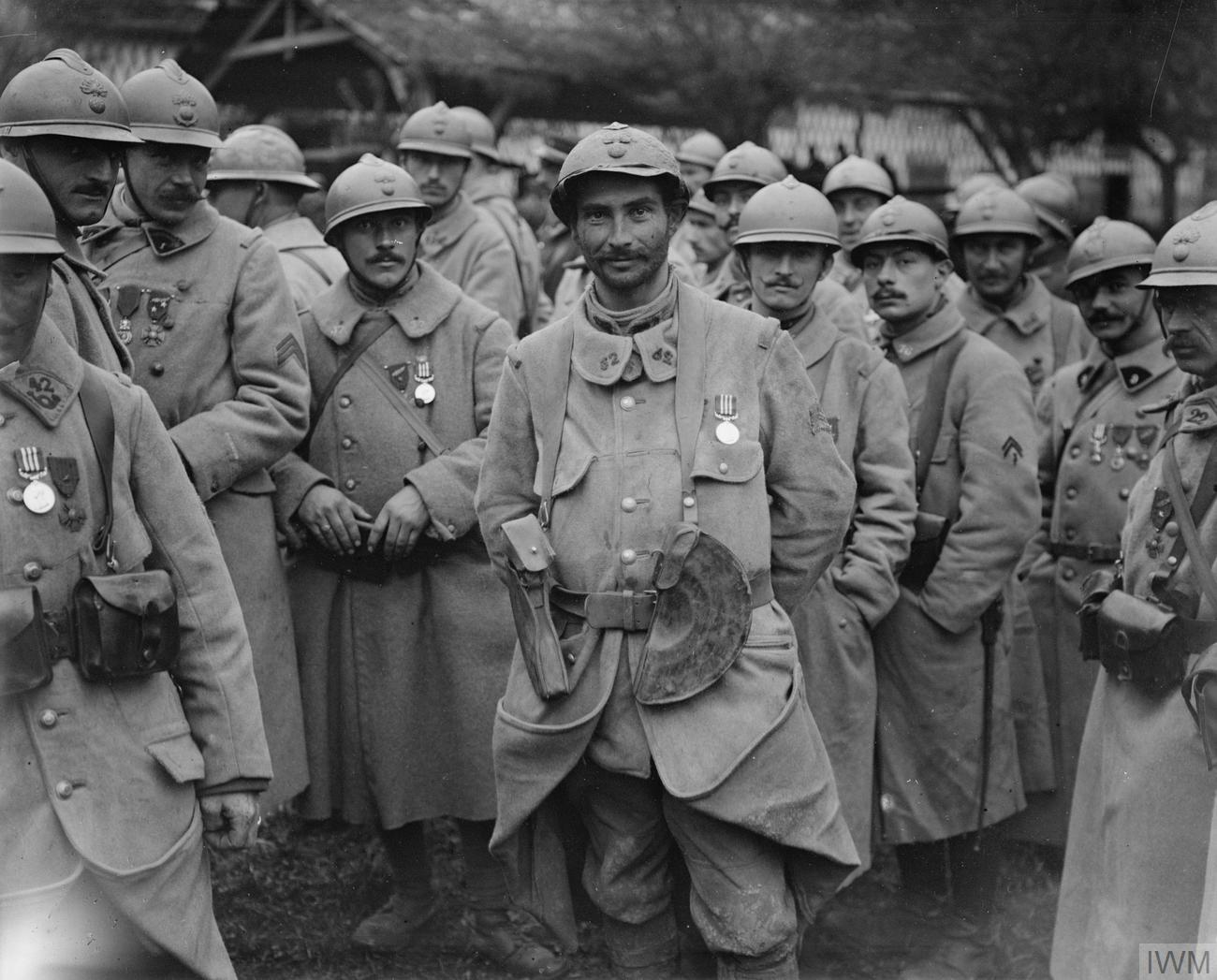
Soldados franceses após terem recebido a Medalha Militar, durante aBatalha do Somme em 1916.

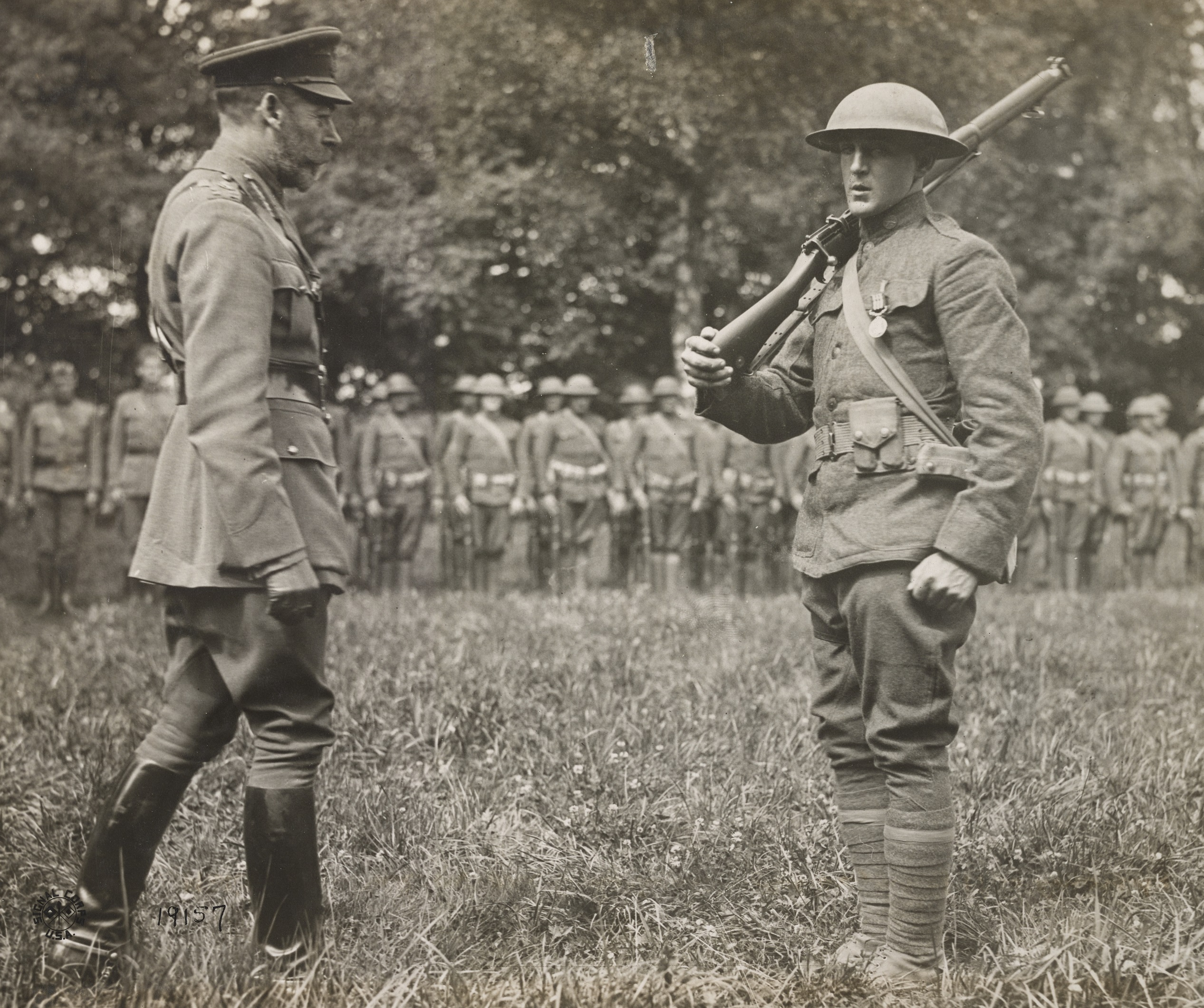
O Rei George V condecorando o soldado do Exército dos EUA James E. Krum com a Medalha Militar em 1918.

Quase 140.000 pessoas foram condecoradas com a Medalha Militar. Entre os homenageados mais notáveis estão:

### Primeira Guerra Mundial
- Billy Bennett, comediante britânico.
- Joe Cassidy, futebolista escocês.

- Phoebe Chapple, médica australiana, primeira médica a receber a Medalha Militar
- Mairi Chisholm, motorista voluntária britânica de ambulância.
- Douglas Clark, jogador de futebol e lutador da liga britânica de rúgbi.
- Jack Clough, jogador de futebol britânico.
- Jack Cock, jogador de futebol britânico.
- William Coltman, que também foi condecorado com a Cruz Vitória e foi o suboficial mais condecorado da Primeira Guerra Mundial.
- Ernest Albert Corey, a única pessoa a receber o MM quatro vezes.
- James Preston Glentworth, 1º batalhão, Brigada de Rifles da Nova Zelândia, fazendeiro e pai de 7 filhos.
- Lady Dorothie Feilding, primeira mulher a receber o MM.
- Elsie Knocker, enfermeira voluntária britânica e motorista de ambulância.
- Norman Washington Manley, ex-primeiro-ministro da Jamaica, sargento do Exército Britânico durante a Primeira Guerra Mundial.
- James McCudden, o piloto britânico mais condecorado da Primeira Guerra Mundial.
- Richard McFadden, jogador de futebol profissional do Clapton Orient, que foi morto no Somme em 23 de outubro de 1916.
- Frank Nicklin, primeiro-ministro de Queensland de 1957 a 1968, o primeiro primeiro-ministro não pertencente ao Partido Trabalhista desde 1932.
- Francis Pegahmagabow, Força Expedicionária Canadense, o soldado indígena mais condecorado do Canadá na Primeira Guerra Mundial, que recebeu 2 barras adicionais em sua Medalha Militar.
- Frank Richards, que escreveu sobre suas experiências de guerra e que recebeu o DCM e o MM.
- Caleb James Shang, DCM & Bar, MM foi o soldado chinês australiano mais condecorado que serviu na Primeira Guerra Mundial
- Charles Rutherford, condecorado com a Cruz Militar, Medalha Militar e Cruz Vitória.
- Violetta Thurstan, enfermeira na Primeira Guerra Mundial, evacuou soldados feridos enquanto estavam sob fogo.
- Karl Vernon, remador e treinador medalhista olímpico.
- Arthur Wesley Wheen, tradutor de Nada de Novo no Front .
- Arch Whitehouse, oficial da RAF na Primeira Guerra Mundial.
- O Major-General FF Worthington foi condecorado com a Medalha Militar por ações perto de Vimy Ridge .
- Langford Wellman Colley-Priest, macaqueiro australiano
- George Robb (MM), Serviço nº 22822. Nascido em Aberdeen, posteriormente em Willesden Middlesex, serviu no 18º e 20º Regimento Kings Liverpool. Recebeu a Medalha Militar por bravura e fuga do campo de prisioneiros de guerra de Munster III, na Vestfália, Alemanha. Ferido e sobrevivente da Primeira Guerra Mundial.

### Segunda Guerra Mundial
- Geoffrey Bingham, teólogo e autor australiano.
- Walter Bingham, refugiado judeu da Alemanha Nazista que serviu na Normandia e posteriormente na Contrainteligência.
- Barney F. Hajiro, soldado nipo-americano e ganhador da Medalha de Honra, concedida por suas ações na França em 1944.
- Elspeth Candlish Henderson, uma suboficial da WAAF durante a Batalha da Grã-Bretanha
- William Hutt, ator canadense.
- Fred 'Buck' Kite, o único soldado britânico a receber a MM e duas Barras na Segunda Guerra Mundial.
- Bob Lilley, membro fundador do Serviço Aéreo Especial britânico, um dos "Quatro de Tobruk".
- Tommy Prince, da Brigada do Diabo, o soldado aborígene mais condecorado do Canadá na Segunda Guerra Mundial, que também recebeu a Estrela de Prata dos EUA.
- Bob Quinn, importante jogador de futebol australiano.
- Wilfred Sénéchal, advogado e político de Novo Brunswick, no Canadá.
- Karam Singh, soldado indiano que mais tarde recebeu a Param Vir Chakra, a mais alta condecoração militar da Índia.
- Randall Swingler, poeta britânico.
- Willie Thornton, jogador do Rangers e da seleção da Escócia.
- Berry Gazi, primeiro sul-africano negro a receber a Medalha Militar.
- Leslie "Bull" Allen, maqueiro australiano.

### Pós-1945
- Ian Bailey, do Regimento de Paraquedistas, por ações na Guerra das Malvinas.
- Cabo Stephen Newland, HM Royal Marines - Condecorado com a Medalha Militar por sua bravura durante as operações na Guerra das Malvinas.
- Cabo Michael Eccles, HM Royal Marines - Condecorado com a Medalha Militar por sua bravura durante as operações na Guerra das Malvinas.
- Cabo Chrystie Ward, HM Royal Marines - Condecorado com a Medalha Militar por sua bravura durante as operações na Guerra das Malvinas.
- Robert Gaspare Consiglio, Serviço Aéreo Especial, morto em combate durante a patrulha Bravo Two Zero, Iraque, em 1991.[25]
- Billy Hanna, Royal Ulster Rifles, por bravura na Guerra da Coreia.
- Steven John Lane, do Serviço Aéreo Especial, morreu durante a patrulha Bravo Two Zero, Iraque, em 1991.[25]
- John McAleese, Serviço Aéreo Especial, por serviço em Ulster, Irlanda do Norte, em 1987.
- Andy McNab (pseudônimo), Serviço Aéreo Especial, por serviço em Ulster, Irlanda do Norte, em 1979.
- Chris Ryan (pseudônimo), Serviço Aéreo Especial, patrulha Bravo Two Zero, Iraque, em 1991.
- Al Slater, Serviço Aéreo Especial, por serviço em Ulster, Irlanda do Norte.

## Cultura popular
Jack Ford, um personagem principal da série de TV da BBC, When The Boat Comes In, recebeu a Medalha Militar na Primeira Guerra Mundial. Na série da BBC Peaky Blinders, o principal protagonista/anti-herói Thomas Michael Shelby recebeu a Medalha de Conduta Distinta e a Medalha Militar por seus serviços na Primeira Guerra Mundial. No pós-guerra, ele foi condecorado com a Ordem do Império Britânico (OBE) por Winston Churchill.
No episódio "Branded" da série Dad's Army, o pelotão descobre que o personagem Soldado Godfrey era um Objetor de Consciência. Ele é então condenado ao ostracismo pelo pelotão, até descobrirem que ele foi condecorado com a Medalha Militar na Primeira Guerra Mundial enquanto servia no Corpo Médico do Exército Real, por resgatar homens feridos sob fogo inimigo. A medalha em si é central para o enredo, pois é mais alta do que todas as medalhas detidas pelo resto do pelotão e é vista como uma marca de verdadeiro heroísmo que lhe rende grande respeito de todos. No episódio 6 da série ANZAC Girls, "Courage", a Irmã Ross-King e outras três enfermeiras recebem a Medalha Militar por bravura sob fogo. No videogame Tom Clancy's Rainbow Six: Siege, o personagem do SAS chamado Mike "Thatcher" Baker é visto usando a Medalha Militar. O motivo pelo qual ela foi concedida não é mencionado.